# Llengües totozoques
Les llengües totozoques constitueixen una proposta recent de família lingüística que conjuminaria les subfamílies totonaco-tepehua i mixe-zoque ben establertes des de fa temps, i entre les quals s'ha sospitat des de fa temps que podria existir un parentiu demostrable.

## Descripció lingüística
Les llengües totonaco-tepehua i les llengües mixezoque tenen un cert nombre de similituds lèxiques, reconegudes des de fa temps, encara que alguns autors consideraven que s'haurien hagut de possiblement a préstecs lèxics. No obstant això, recentment sobre la base d'una llista de gairebé 200 cognats putatius han pogut establir-se correspondències fonètiques regulars i sistemàtiques, la qual cosa és indicativa d'un parentiu genuí. Les estimacions numèriques procedents del projecte de comparació sistemàtica ASJP Arxivat 2014-01-27 a Wayback Machine., mostren que la similitud lèxica entre totonaca i mixezoque és similar a l'existent entre llengües indoeuropees pertanyents a diferents branques, per la qual cosa l'antiguitat de la família podria ser similar a la de les llengües indoeuropees, uns 70 segles.

### Fonologia
Pel proto-totozoque s'ha reconstruït provisionalment el sistema de consonants simples i les vocals. Les consonants s'assemblen al sistema reconstruït pel proto-totonaco mentre que el sistema vocàlic no difereix granment del proto-mixezoque, amb el qual la principal diferència són les vocals glotalitzades del totonaca. A més s'ha proposat una sèrie paral·lela de vocals laringalitzades que no semblen haver deixat traces en proto-mixezoque. L'inventari de vocals reconstruït pel proto-totozoque (pTZ) inclou set timbres diferents, els quals poden aparèixer com vocals llargues, laringalitzades i llargues laringalitzades:
|          | Anteriors | Anteriors | Centrals | Centrals | Posteriors | Posteriors |
| laring.  | normal    | laring.   | normal   | laring.  | normal     |            |
| -------- | --------- | --------- | -------- | -------- | ---------- | ---------- |
| Tancades | *i' (ḭ)   | *i        | *i' (ḭ)  | *i       | *u' (ṵ)    | *u         |
| Mitjanes | *e'       | *e        | *ə'      | *ə       | *o'        | *o         |
| Obertes  |           |           | *a' (a̰)  | *a       | *ɔ'        | *ɔ         |
Aquestes vocals es redueixen a un sistema de tres timbres en proto-totonaca (conservant-se la quantitat vocàlica i la glotalització), mentre que pel proto-mixezoque (pMZ) l'evolució seria diferent i es perdria la glotalització i es neutralitzarien les oposicions**ɨ~**ə i **ɔ~**o.
| pTZ | pT | pMZ |
| --- | -- | --- |
| **i | *i | *i  |
| **ɨ | *i | *ə  |
| **u | *u | *u  |
| **e | *i | *e  |
| **ə | *a | *ə  |
| **a | *a | *a  |
| **ɔ | *a | *o  |
L'inventari consonàntic del protototozoque no és idèntic ni al protototonaca ni al protozoque, encara que el primer sembla una mica més conservador:
|            |            | Labial | Alveolar | Alveolar | Palatal | Velar | Uvular | Glotal |
| central    | Lateral    | Labial |          |          | Palatal | Velar | Uvular | Glotal |
| ---------- | ---------- | ------ | -------- | -------- | ------- | ----- | ------ | ------ |
| Oclusives  | simple     | *p     | *t       |          |         | *k    | *q     | *ʔ     |
| Oclusives  | palat.     |        | *ty      |          |         | *ky   |        |        |
| Africades  | Africades  |        | *¢       | *ƛ       | *č      |       |        |        |
| Fricatives | Fricatives |        | *s       | *ɬ       | *š      | *x    |        | *h     |
| Aproximant | Aproximant | *w     |          | *l       | *y      |       |        |        |
| Nasals     | simple     | *m     | *n       |          |         |       |        |        |
| Nasals     | palat.     |        | *ny      |          |         |       |        |        |
Els signes /¢, ƛ, č, š, i, y/ procedeixen de l'alfabet fonètic americanista i són els equivalents de l'AFI /ʦ, t͡ɬ, ʧ, ʃ, j, ʲ/. Les correspondències trobades són:
| pTZ  | pT | pMZ |
| ---- | -- | --- |
| **p  | *p | *p  |
| **t  | *t | *t  |
| **ty | *č | *t  |
| **ky | *k | *k  |
| **k  | *q | *k  |
| **q  | *q | *ʔ  |
| **ʔ  | *∅ | *ʔ  |

| pTZ  | pT | pMZ |
| ---- | -- | --- |
| **m  | *m | *m  |
| **n  | *n | *n  |
| **ny | *l | *n  |
| **¢  | *¢ | *¢  |
| **s  | *s | *s  |
| **č  | *č | *¢  |
| **š  | *š | *s  |

| pTZ | pT      | pMZ |
| --- | ------- | --- |
| **x | *x      | *h  |
| **h | *∅, #*h | *h  |
| **w | *w      | *w  |
| **y | *t      | *y  |
| **l | *l      | *y  |
| **ƛ | *ƛ      | *y  |
| **ɬ | *ɬ      | *y  |
Dos dels fonemes del proto-totozoque són més dubtosos, ja que apareixen només en un grapat de cognats es tracta dels fonemes /**ty, **ny/ encara que la velar palatalitzada /**ky/ està sòlidament testimoniada (encara que el seu valor fonètic podria diferir lleugerament del reconstruït). El proto-mixezoque es caracteritza per una pèrdua de les consonants laterals i de les guturals (dorsals posteriors), i a més una neutralització de la distinció entre alveolars i palato-alveolars. D'altra banda el proto-totonaca presenta algunes elisions com les que afecten /**ʔ, **y/

### Comparació lèxica
La següent llista reprodueix alguns dels cognats proposats entre el proto-mixezoque i el proto-totonaca:
| GLOSSA         | PROTO- TOTONACO    | PROTO- MIXEZOQUE    | PROTO- TOTOZOQUE   |
| -------------- | ------------------ | ------------------- | ------------------ |
| 'aquest'       | *(i)š-la'          | *yəʔ                | **ləʔ              |
| 'agitar'       | *lik(š)-           | *yəʔk               | **lɨʔky            |
| 'xuclar'       | *squ'li'           | *koʔy               | **sko'ʔl           |
| 'brases'       | *hal(á'n) 'brasas' | *huʔy(i) 'carbón'   | **Haʔl~ **Huʔl     |
| 'gran'         | *ƛank- 'gran, més' | *ye:ʔk 'créixer'    | **ƛahʔnk~ **ƛehʔnk |
| 'tall, planta' | *ma'ƛ 'bambú'      | *məhy 'pasto alto'  | **məƛ              |
|                | *ƛax 'guanyar'     | *yoh 'deure, pagar' | **ƛɔx              |
| 'terra' (?)    | *pu:ƛ 'fang'       | *poʔyo 'arena'      | **po:ʔƛ            |
| 'madurar'      | *ča:               | *¢a:mʔ              | **ča:m             |
La comparació lèxica dels numerals del proto-totonaca-tepehua i el proto-mixezoque mostra algunes similituds addicionals:
| GLOSSA | proto- mixe- zoque | proto- totonaca- tepehua |
| ------ | ------------------ | ------------------------ |
| 1      | *tu(m)-            | *-tum                    |
| 2      | *wis-              | *-tʔu-                   |
| 3      | *tuku-             | *-tʔútu(n)               |
| 4      | *mak.tas-          | *-táati                  |
| 5      | *moʔos-            | *-ki¢is                  |
| 6      | *tuhtu-            | *-čaašan                 |
| 7      | *wis.tuhtu-        | *-tuhún                  |
| 8      | *tuku.tuhtu-       | *-¢ayán                  |
| 9      | *mak.tas.tuhtu-    | *-naháa¢a                |
| 10     | *mahk-             | *-káawi                  |